# Ville Pessi
Ville Pessi, född 24 mars 1902 i Kaukola, död 6 november 1983 i Vanda, var en finländsk politiker, generalsekreterare för Finlands kommunistiska parti (FKP) 1944–1969 och riksdagsledamot för Demokratiska förbundet för Finlands folk (DFFF) 1945–1966.

## Biografi
Pessi började arbeta som 14-åring. Till en början var han skogsarbetare, och sedermera arbetade han som eldare i sågverk och på fartyg. Sommaren 1923 anslöt han sig till Socialistiska ungdomsförbundets lokalavdelning i Kexholm, där han kom att väljas till sekreterare. Efter att följande sommar blivit anställd vid maskinverkstaden i Fredriksberg blev Pessi helsingforsare och aktiv inom den socialistiska ungdomsavdelningen i Sörnäs, samtidigt som han anslöt sig till det då underjordiska FKP.
I augusti 1927 korsade Pessi gränsen till Sovjetunionen för att studera vid Kommunistiska universitetet för nationella minoriteter i väster i Leningrad. 1930 återvände han till Finland för att delta i det underjordiska partiarbetet, först som distriktssekreterare i Vasa och sedan i Åbo. Året därpå upptogs han som medlem i partiets centralkommitté och tjänstgjorde vid partiets utlandsbyrå, som verkade i samband med Komintern. Vid sidan av sitt arbete studerade han vid Internationella Leninskolan i Moskva.
I januari 1935 arresterades Pessi tillsammans med Aimo Aaltonen och dömdes till sju års tukthus för förberedelse till högförräderi, sedan hans partiarbete avslöjats av Detektiva centralpolisen. Pessi och Aaltonen avtjänade sina straff i Ekenäs och Riihimäki. Efter sin strafftid blev de dock inte försatta på fri fot, utan sattes i skyddshäkte i Karvia sommaren 1941. Slutligen frigavs Pessi och Aaltonen efter att ha spenderat nästan tio år i fängelse i september 1944, i samband med att FKP legaliserades till följd av mellanfreden i Moskva samma år.
I oktober 1944 valdes Pessi till generalsekreterare för FKP, och i riksdagsvalet 1945 valdes han till ledamot för vänsterns samarbetsorganisation DFFF. Han omvaldes därefter regelbundet till riksdagsledamot ända tills han vid valet 1966 inte längre kandiderade. Inom FKP tillhörde Pessi oppositionen gentemot den under 1950- och 60-talen växande falangen som önskade ökat samarbete med andra delar av vänstern, men tack vare sin ytterliga försiktighet lyckades han behålla sin position som generalsekreterare vid partikongressen 1966, då partiordförande Aimo Aaltonen fick ge vika för riktningen som önskade ökat samarbete. Vid representantskapets möte 1969 förlorade Pessi sin plats som generalsekreterare, men behöll både sin plats i centralkommittén och politbyrån. Vid representantskapets möte 1972 omvaldes han inte till politbyrån, men förärades med titeln hedersordförande. Ur centralkommittén föll Pessi först vid representantskapets möte 1981. Han avled 1983, och är begraven på Malms begravningsplats i Helsingfors.